# Modřín u Stříbrného potoka
Modřín u Stříbrného potoka je památný strom solitérní modřín opadavý (Larix decidua). Roste nad levým břehem Stříbrného potoka asi 1,5 km severně od Stříbrné na západním úpatí Stříbrného vrchu, asi 260 m jižně od křižovatky silnic Stříbrná-Bublava-Přebuz v okrese Sokolov v Karlovarském kraji. Strom má krátké a silné kořenové náběhy, nízko zavětvenou korunu. Obvod kmene je 369 cm, koruna dosahuje do výšky 32,5 m (měření 2003). Za památný byl strom vyhlášen v roce 2005 jako esteticky zajímavý strom, významný vzrůstem a jako krajinná dominanta.

## Stromy v okolí
- Klen v Nancy
- Klen Na konci světa
- Jedle pod skálou v Nancy